# Pressée de vivre (album)
Cet article concerne l'album de Léa Castel. Pour la chanson de la même chanteuse, voir Pressée de vivre.
Albums de Léa Castel
Roue libre
(2021)
Singles
1. Dernière chance (feat. Soprano)
Sortie : 17 mars 2008
2. Pressée de vivre
Sortie : 7 avril 2008

Pressée de vivre est le premier album studio de l'auteure-compositrice-interprète et musicienne Léa Castel sorti le 7 avril 2008.

## Liste des pistes
| No  | Titre                              | Auteur              | Compositeur(s)          | Durée |
| --- | ---------------------------------- | ------------------- | ----------------------- | ----- |
| 1.  | Mélancolie (Intro)                 | Léa Castel          | Léa Castel              | 2:52  |
| 2.  | Pressée de vivre                   | Léa Castel          | Trak Invaders           | 3:58  |
| 3.  | Dernière chance (feat. Soprano)    | Léa Castel, Soprano | Léa Castel, Beat Bounce | 4:38  |
| 4.  | Reviens moi                        | Léa Castel          | Léa Castel, Hous, Mej   | 4:34  |
| 5.  | Adieu les soucis                   | Léa Castel          | Léa Castel, Hous, Mej   | 3:14  |
| 6.  | Partout                            | Léa Castel          | Dan Kamit               | 3:22  |
| 7.  | Bistrot du coin : le 7 avril 2008  | Léa Castel          | Mej                     | 1:16  |
| 8.  | On se relève                       | Léa Castel          | Léa Castel, Hous, Mej   | 3:06  |
| 9.  | Quand l'amour souffle              | Léa Castel          | Léa Castel              | 3:23  |
| 10. | Histoire d'une absence             | Léa Castel          | Léa Castel, Hous, Mej   | 4:09  |
| 11. | Tu verras, tu verras (feat. Hadja) | Léa Castel, Hadja   | Chico Buarque           | 4:11  |
| 12. | Je vois                            | Léa Castel          | Léa Castel, Hous, Mej   | 3:59  |
| 13. | Mélancolie                         | Léa Castel          | Léa Castel              | 4:34  |

## Enregistrement
L'album a été enregistré après la participation de Léa Castel à Popstars qui l'a amenée à signer chez Universal Music donc il a été produit par  
Universal Music, produit aussi par son label Street skillz et édité par ULM.

## Accueil commercial
Il est entré 3e du classement albums et a réalisé la meilleure entrée de la semaine. Deux semaines plus tard, l'album est certifié disque d'or. L'album est certifié finalement disque de platine avec 250 000 exemplaires vendus.

## Classement hebdomadaire
| Classement (2008)            | Meilleure position |
| ---------------------------- | ------------------ |
| Belgique (Wallonie Ultratop) | 46                 |
| France (SNEP)                | 3                  |
| Suisse (Schweizer Hitparade) | 91                 |